# Smittoidea microoecia
Smittoidea microoecia är en mossdjursart som beskrevs av Hayward 1994. Smittoidea microoecia ingår i släktet Smittoidea och familjen Smittinidae. Inga underarter finns listade i Catalogue of Life.